# The Everly Brothers
Gli Everly Brothers sono stati un duo musicale statunitense, formato dai fratelli Don (Isaac Donald Everly; Central City, 1º febbraio 1937 – Nashville, 21 agosto 2021) e Phil Everly (Philip Everly; Chicago, 19 gennaio 1939 – Burbank, 3 gennaio 2014). Di ragguardevole successo commerciale negli Stati Uniti, soprattutto alla fine degli anni cinquanta, il loro stile, la musica e le loro armonie vocali hanno profondamente influenzato i successivi artisti di musica country e di rock and roll. La rivista statunitense Rolling Stone li ha posti al 33º posto nella lista dei migliori artisti e al 90° nella classifica dei più grandi cantanti di sempre.

## Gli esordi e il successo
I due fratelli esordiscono giovanissimi nello show che il padre Ike Everly teneva in una radio locale. Nel 1956 registrano per la Columbia Records il primo singolo Keep A' Lovin' Me sotto l'egida del chitarrista Chet Atkins che ottiene per loro un contratto per un unico disco, ma non ottengono alcun successo. Il successivo Bye Bye Love, brano scritto dalla coppia di coniugi Felice e Boudleaux Bryant e rifiutato da una trentina di artisti tra cui Elvis Presley, raggiunge invece il numero 2 delle classifiche (superato dal solo Teddy Bear di Presley) superando il milione di copie.
Il duo diventa presto la punta di diamante della piccola casa discografica Cadence Records che li aveva messi sotto contratto, e si caratterizza per canzoni dagli accordi semplici e per armonie vocali con le due voci che seguono la stessa linea melodica con un intervallo di terza: in pratica ciascuno dei due fratelli canta una melodia che può essere eseguita in maniera autonoma mentre, negli schemi tradizionali di coro, il controcanto non poteva essere eseguito come motivo a sé stante. I Bryant divengono i loro autori di fiducia, ma gli Everly Brothers scrivono da sé molte altre canzoni, portandole al successo sia negli USA che nel Regno Unito. Tra queste Wake Up Little Susie che raggiunge la prima posizione nel 1957 negli Stati Uniti, la seconda nella Official Singles Chart e la quarta in Olanda, All I Have to Do Is Dream che raggiunge la prima posizione negli Stati Uniti per quattro settimane e nella Official Singles Chart per sei settimane e Bird Dog.
Nel 1960 passano alla Warner Bros. Records e continuano a mietere successi con Cathy's Clown e When Will I Be Loved del 1960, Walk Right Back (1961), Crying In The Rain e That's Old Fashioned (1962). Nel 1963 i fratelli devono assolvere agli obblighi di leva e sono costretti ad abbandonare temporaneamente la scena. La Warner fa uscire allora la raccolta Golden Hits che include i successi inclusi nel suo catalogo. Nel 1964 esce invece The Very Best Of The Everly Brothers, che comprende anche sei successi della Cadence, reincisi in nuove versioni. Capita spesso, anche oggi, che alcune stazioni radiofoniche trasmettano questi ultimi spacciandoli come versioni originali.
La Cadence aveva intanto già provveduto a lanciare nel 1963 una raccolta contenente le versioni originali intitolandola 15 Everly Hits. Durante la loro assenza per il servizio militare, il panorama della musica leggera cambia radicalmente con l'entrata sulla scena dei Beatles e degli altri gruppi britannici e, al loro ritorno, gli Everly devono faticare per recuperare la popolarità. Pur continuando a registrare singoli e album, non riescono a trovare spazio nelle classifiche statunitensi, per cui rivolgono la loro attenzione al mercato inglese e a quello canadese, che sembrano dare maggiori soddisfazioni.
I Beatles hanno dichiarato di essersi esplicitamente ispirati al loro stile nel "montare" i cori dei loro brani più celebri e alcuni componenti degli Hollies registreranno come strumentisti l'album degli Everly Brothers intitolato Two Yanks in England. In realtà in questo album otto delle dodici canzoni furono firmate L. Ransford, pseudonimo collettivo usato dai tre membri compositori degli Hollies (Allan Clarke, Tony Hicks e Graham Nash) e, secondo quanto ricorda Phil Everly, gli stessi Hollies al completo suonarono in molte tracce dell'album, mentre voci non ufficiali sostengono che Jimmy Page abbia registrato alcune parti di chitarra come sessionman.

## La separazione

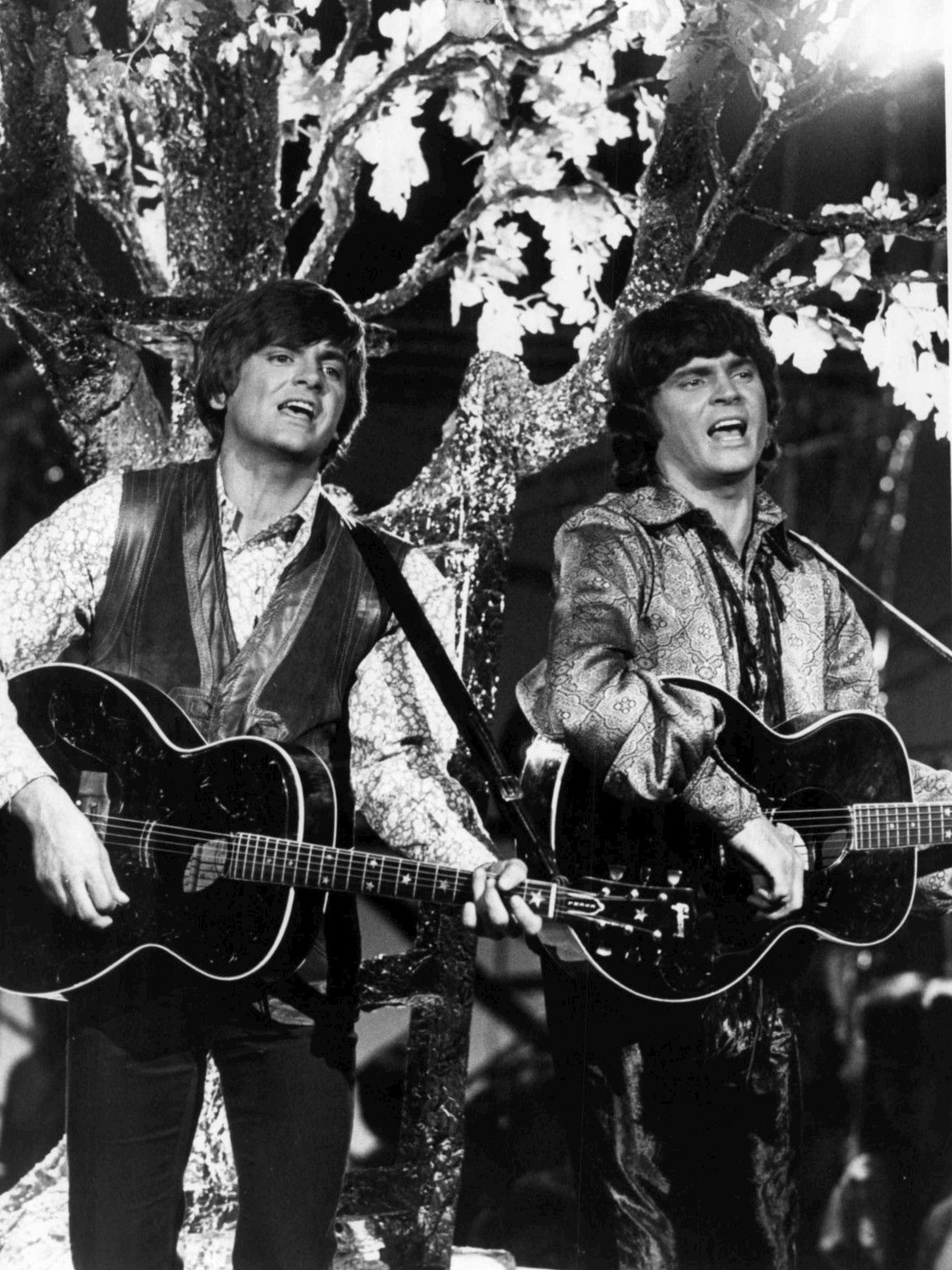
Gli Everly Brothers nel 1970

Nel 1970 scade il contratto decennale con la Warner e il duo accetta di rimpiazzare in televisione Johnny Cash nella pausa estiva del suo show, continuando nel frattempo l'attività dal vivo con spettacoli attraverso la provincia americana. Nel 1973, in una memorabile serata a Knotts Berry Farm, Phil Everly rompe la sua chitarra e abbandona il palcoscenico, lasciando suo fratello Don a terminare il concerto da solo. Don è costretto a spiegare al pubblico: «Gli Everly Brothers sono morti dieci anni fa».
Nel 1983 si riuniscono grazie all'offerta di Paul McCartney, che scrive On the Wings of a Nightingale e propone loro di inciderla. Il disco diventa un piccolo successo e li riporta in classifica su entrambe le sponde dell'Atlantico. Il loro Reunion Concert alla Royal Albert Hall di Londra diventa un CD e un video. Born Yesterday è il titolo del successivo album (1986), e la loro carriera discografica si interrompe nel 1989 con Some Hearts.
Phil ha goduto negli anni ottanta e novanta anche di un discreto successo come solista, registrando un album a Londra insieme a nomi prestigiosi (Mark Knopfler, Terry Williams, Pete Wingfield) e due brani singoli (She Means Nothing to Me e una nuova versione di All I Have to Do Is Dream) in duetto con Cliff Richard, che entrano nelle classifiche britanniche dei più venduti.

## Stile musicale
Anticipatori del folk rock di protesta degli anni sessanta, gli Everly Brothers si sono contraddistinti per uno stile "umile, puro, elegante ed innocente, da sognatori ottimisti" che coniuga le caratteristiche armonie vocali ai ritmi del rock 'n' roll. Attingono a piene mani nel country reinterpretando classici del genere e ispirandosi ad artisti quali Blue Sky Boys e Louvin Brothers, mentre altri riconducono le loro influenze ai canti di lavoro. Alcuni sottolineano il loro legame con il folk rock, di cui si sentono degli stimoli in Songs Our Daddy Taught Us (1958) e al country rock come confermerebbe Roots (1968), album citato fra i primi esempi del genere. Infine, AllMusic inserisce gli Everly Brothers fra i gruppi di rockabilly, di rock psichedelico e di close harmony.

## L'eredità
Gli Everly Brothers, attivi in spettacoli dal vivo fino al 2013, hanno totalizzato ben 26 successi nella Top Ten statunitense e sono stati fra i primi dieci ad essere introdotti nella Rock and Roll Hall of Fame nel 1986. Nella cerimonia di inaugurazione, il musicista canadese Neil Young ha parlato della indiscutibile influenza del loro stile vocale sulla musica moderna, affermando che ogni gruppo di cui ha fatto parte ha invano tentato di imitarne le armonie.
Nel 1997 è stato loro assegnato un Grammy Award alla carriera. Tra i gruppi che si sono dichiaratamente ispirati al loro stile, oltre ai già citati Beatles, sono da ricordare i Beach Boys, i Bee Gees del primo periodo e soprattutto Simon & Garfunkel, che hanno anche ripreso il loro celebre Bye Bye Love eseguendolo nei concerti dal vivo e inserendolo nel loro ultimo album Bridge over Troubled Water. Assieme a Simon & Garfunkel, gli Everly Brothers si sono esibiti nella serie di concerti del 2003-2004 e hanno lavorato ai cori per l'album Graceland del solo Paul Simon.

## Riconoscimenti
- Young Hollywood Hall of Fame[9]